# Bazylika Nawiedzenia Najświętszej Marii Panny w Ołomuńcu
Bazylika Nawiedzenia Najświętszej Marii Panny w Ołomuńcu – barokowa bazylika na terenie norbertańskiego klasztoru w ołomunieckiej dzielnicy Svatý Kopeček.

## Legendy
Według legend pierwszą kapliczkę w tym miejscu miał wybudować jeden z morawskich mieszczan, dziękując Matce Boskiej za powodzenie w interesach. Według innej opowieści cudowny obraz maryjny został tu odnaleziono przez mieszkańców.

## Historia
- XVII wiek - początek ruchu pielgrzymkowego[2].
- 1629-1633 - wzniesienie kaplicy z inicjatywy Jana Andrýska
- 1643 - zniszczenie kaplicy przez wojska szwedzkie[3].
- 1669-79 - wzniesienie barokowego klasztoru norbertanów, prawdopodobnie według projektu Giovanniego Pietra Tencalli
- 1714-21 - rozbudowa zespołu klasztornego
- 1718 - wykonanie przez Baltazara Fontanę wystroju sztukatorskiego wewnątrz kościoła
- 1785 - kasata klasztoru
- 1846 - powrót norbertanów
- 1945 - uszkodzenia podczas ofensywy Armii Czerwonej
- 1950 - upaństwowienie zabudowań klasztornych przez władze komunistyczne
- 1990 - odzyskanie klasztoru przez norbertanów

Bazylikę zdobią barokowe polichromie zaprojektowane przez Lublinský'ego, a zrealizowane m.in. przez Stegera.